# David Allan (Radsportler, 1951)
David Allan (* 1. Januar 1951 in Melbourne; † 6. Juni 1989 ebenda) war ein australischer Radrennfahrer.

## Sportliche Laufbahn
1975 gewann David Allan das belgische Radrennen Ronde van de Kempen. Drei Jahre später gewann er in seinem Heimatland Melbourne-Warrnambool, das er 1982 erneut gewann, und er wurde australischer Vize-Meister im Straßenrennen. 1980 entschied er die Herald Sun Tour sowie die Midlands Tour für sich, die er 1984 ein zweites Mal gewann.
1980 wurde Allan australischer Meister im Punktefahren und 1985 in der Mannschaftsverfolgung. Er startete auch bei neun Sechstagerennen, von denen er 1976 gemeinsam mit Philip Sawyer das in Newcastle gewann. 1976 wurde er Radsportler des Jahres in Australien.
Allan kam am 6. Juni 1989 bei einem Autounfall ums Leben. Er war der jüngere Bruder des Rennfahrers Donald Allan und ein Cousin von Peter Besanko.

## Ehrungen
1976 wurde David Allan mit der Sir Hubert Opperman Trophy als Australiens „Radsportler des Jahres“ ausgezeichnet.